# Paul Butterfield Blues Band
Paul Butterfield Blues Band – prekursorska bluesowa, bluesrockowa i jazzrockowa grupa amerykańska z Chicago.

## Historia grupy
Początki
W 1956 r. podczas jednego z folkowych hootenanny na Uniwersytecie Chicagowskim poznali się dwaj miłośnicy bluesa Nick Gravenites i Paul Butterfield. W latach 1960–1963 grali w duecie. Poznali także innych białych wielbicieli bluesa: Mike’a Bloomfielda, Marka Naftalina i Barry’ego Goldberga. Blues był grany wtedy wyłącznie w dzielnicach murzyńskich na południu i południowym zachodzie Chicago. Mimo że wyprawy tam nie należały do bezpiecznych, cała ta grupa chodziła do klubów bluesowych, najpierw słuchać, ale wkrótce zaczęli dołączać do zespołów. Gdy okazało się, że nie są tylko białymi dziwakami ale posiadają także spore umiejętności - zapraszano ich na scenę. Paul Butterfield szczególnie często grał z zespołem Muddy'ego Watersa i tak zdobywał doświadczenie.
Paul Butterfield Blues Band 1
W 1963 r. Paul Butterfield decyduje się założyć swój bluesowy zespół. Prawdopodobnie obok grupy Franka Zappy z tego okresu były to pierwsze mieszane rasowo zespoły w USA. W pierwszym kwartecie PBBB z lat 1963–1964 jedynym muzykiem białym był Paul Butterfield – wokalista i mistrz harmonijki ustnej. Gitarzysta Otis Smokey Smothers grywał przedtem z Bo Diddleyem, z Rocket Four Big Boya Spiresa, w 1955 r. brał udział w sesjach nagraniowych Howlin’ Wolfa, następnie Freddiego Kinga i wreszcie w latach 1960–1962 był członkiem grupy Muddy'ego Watersa. Basista Jerome Arnold grał w zespole swojego brata, znanego bluesmana Williama Billy’ego Boya Arnolda. W latach 1962–1965 grał także w grupie Howlin'a Wolfa. Perkusista Sam Lay miał bogatą karierę muzyczną zarówno poza Chicago (np. w Cleveland) jak i w Chicago, m.in. także w grupie Howlin'a Wolfa.
Ten zespół jeszcze w 1963 r. zaczął występować regularnie najpierw w klubie Big John’s Lounge a w 1964 r. w Southern Lounge.
Paul Butterfield Blues Band 2
Po odejściu z grupy Smothersa nowym gitarzystą PBBB został jego uczeń, kalifornijczyk Elvin Bishop. Paul Butterfield i on poznali się w 1960 r. na uniwersytecie.
Paul Butterfield Blues Band 3
Na początku 1965 r. kwartet stał się kwintetem. Do zespołu doszedł gitarzysta Mike Bloomfield. W latach 1964–1965 grał w bluesowej grupie Nicka Gravenitesa, w której na harmonijce grał Charlie Musselwhite, późniejszy członek zespołu Muddy'ego Watersa.
Ten zespół dokonał pierwszych nagrań studyjnych dla firmy Elektra, która ukierunkowana była na propagowanie muzyki folkowej. W firmie tej nikt nie wiedział, co zrobić z tymi nagraniami i przeleżały one na półce do 1995 r., kiedy wydano je jako Original Lost Elektra Sessions.
Paul Butterfield Blues Band 4
Latem grupa stała się sekstetem. Dochodzi do zespołu ich dawny przyjaciel klawiszowiec Mark Naftalin, który studiował wówczas poza Chicago. Gdy tylko dowiedział się, że grupa sobie radzi, rzucił studia, został członkiem zespołu i zawodowym muzykiem.
Sekstet ten nagrywa pierwszy album The Paul Butterfield Blues Band z pomocą muzyków grających na instrumentach dętych. 25 lipca 1965 r. Mike Bloomfield, Jeremy Arnold i Sam Lay (oraz ich kolega Barry Goldberg) jako członkowie stworzonej ad hoc zelektryfikowanej grupy Boba Dylana występują na Newport Folk Festival i zmieniają tym przyszłość muzyki folkowej i rockowej. Mike Bloomfield bierze także udział w nagraniu albumu Highway 61 Revisited Boba Dylana.
Paul Butterfield Blues Band 5
Pod koniec 1965 r. z grupy odszedł perkusista Sam Lay i został zastąpiony przez Billa Davenporta. Davenport był najpierw cenionym perkusistą jazzowym. Jego pierwszym mistrzem był Gene Krupa, ale później wpłynęli na niego Max Roach i Art Blakey. Po 20 latach grania jazzu przekwalifikował się (co przyszło mu z wielką trudnością) na perkusistę bluesowego. Grał z Otisem Rushem, Juniorem Wellsem, Little Walterem i Sylem Johnsonem.
8. 1966 r. ukazuje się prekursorski album grupy East West. Tytułowy utwór z tej płyty zapowiadał zarówno rock psychodeliczny jak i jazz-rock. Pomógł przy tym projekcie Davenport, gdyż przy tego typie muzyki Sam Lay, perkusista stricte bluesowy, zapewne nie dałby sobie rady. Grupa była chętnie zapraszana do znanych i wielkich sal koncertowych. Wystąpili w lutym 1966 r. w Whiskey-A-Go-Go w Los Angeles, w marcu w Fillmore Auditorium w San Francisco i w kwietniu w Cafe Au Go-Go w Nowym Jorku. Wystąpili także 19 lipca na Monterey Jazz Festival a w listopadzie w słynnym klubie Marquee w Londynie.
Paul Butterfield Blues Band 6
Na początku 1967 r. od zespołu odszedł gitarzysta Mike Bloomfield, który założył swój zespół Electric Flag. Grupa PBBB staje się ponownie kwintetem, który nagrywa pierwszy koncertowy album East West Live wydany dopiero w 1996 r. Nieco później z grupy odchodzą Jeremy Arnold i Billy Davenport.
Paul Butterfield Blues Band 7
W miejsce Arnolda i Davenporta przyjęci zostają perkusista Phil Wilson (z Roscoe Mitchell Art Ensemble) i basista-wokalista Bugsy Maugh. Z dodatkiem dęciaków (wśród nich był David Sanborn) zespół wydaje kolejny album zatytułowany The Resurrection of Pigboy Crabshaw (Pigboy był ksywką Bishopa). Ten skład zespołu działał od wiosny 1967 r. do 1968 r. i wydał jeszcze album In My Own Dream.
Paul Butterfield Blues Band 8
Od tego momentu zmiany w zespole zaczęły następować szybko. Ostatni stały skład był septetem w składzie: Paul Butterfield: harmonijka, wokal. Gene Dinwiddie: wokal, harmonijka, klawisze. Buzzy Feiten: gitara. Ted Harris: pianino. Rod Hicks: gitara basowa, wokal. Fred Beckmeier: gitara basowa. Philip Wilson: perkusja. Częścią zespołu był także kwartet muzyków grających na instrumentach dętych z Sanbornem na czele. W 1969 r. ukazał się album Keep On Moving. Grupa wystąpiła na festiwalu w Woodstock.
Od tego momentu nastąpiła coraz szybsza dezintegracja zespołu, aż do całkowitego rozwiązania.
Paul Butterfield w 1972 r. założył swój następny zespół, Better Days. Coraz bardziej stawał się zależny od narkotyków i alkoholu, co doprowadziło do jego przedwczesnej śmierci.

## Znaczenie
Paul Butterfield Blues Band był zespołem pod każdym względem prekursorskim. Był pierwszym białym (czy też mieszanym) zespołem wykonującym bluesa. Poziom muzyków był niezwykle wysoki. Mike Bloomfield właściwie zrewolucjonizował styl gry bluesa. Byli prekursorami blues rocka, jazz-rocka i rocka psychodelicznego.
Przełamali także bariery rasowe istniejące w społeczeństwie amerykańskim. To dzięki nim B.B. King mógł wystąpić w Fillmore na zaproszenie Billa Grahama i otrzymać od całkowicie białej widowni owację na stojąco.

## Dyskografia
- The Paul Butterfield Blues Band 1965
- East West 1966
- The Resurrection of Pigboy Crabshaw 1967
- In My Own Dream 1968
- Keep On Moving 1969
- Sometimes I Just Feel Like Smilin' 1971
- Original Lost Electra Session 1995
- Strawberry Jam 1995
- East West Live 1996